# Ferrifluorocatoforita
La ferrifluorocatoforita és un mineral de la classe dels silicats, que pertany al grup de la catoforita. És un silicat de fórmula química Na(CaNa)(Mg₄Fe3+)(AlSi₇O22)F₂. Va ser aprovada com a espècie vàlida per l'Associació Mineralògica Internacional l'any 2015. Cristal·litza en el sistema monoclínic. Va ser descoberta a prop del llac Bear Lake, a Monmouth Township, al Comtat de Haliburton (Ontario, Canadà). Es tracta de l'únic indret on ha estat trobada aquesta espècie mineral.